# Protector (Band)
Protector (en. ‚Beschützer‘) ist eine deutsche Thrash-Metal-Band, die 1986 in Wolfsburg gegründet wurde. Seit der Neugründung der Band 2011 ist der Hauptsitz der Band Stockholm und Uddevalla (Schweden).

## Bandgeschichte
Protector wurde 1986 von Michael Hasse († 1994), „Hansi“ Müller und Michael Schnabel gegründet. Innerhalb der Metalszene machte Protector im Gegensatz zu Bands wie Kreator, Sodom und Destruction nur deutschlandweit auf sich aufmerksam. Internationaler Erfolg blieb der Band bis zum Ende versagt, während innerhalb Deutschlands einige Erfolge erzielt werden konnten.
Nach der Aufnahme des Demos Protector of Death bekam Protector 1987 einen Plattenvertrag bei Atom H. Im selben Jahr erschien die Mini-LP Misanthropy, welches in einschlägigen Fachmagazinen sehr gute Bewertungen erhielt. Der zweite Longplayer Golem wurde nach damaligen Angaben der Plattenfirma rund 20.000 mal verkauft. Es folgten größere Auftritte, unter anderem eine Tour mit den US-Metallern Wehrmacht. Protector änderte seinen Stil kaum und bekam 1989 nach dem Erscheinen des Albums Urm the Mad von der Fachpresse schlechte Kritiken. Durch zahlreiche Auftritte mit Kreator, Sodom, Destruction und anderen Bands wuchs die Fangemeinde schnell. Allerdings hatte die Band das Problem, dass der damalige Sänger Martin Missy aus beruflichen Gründen nicht immer live auftreten konnte, so dass Protector auf Oliver Wiebel zurückgriff, dessen Gesangsstil sich deutlich von dem Missys unterschied.
Martin Missy verließ daraufhin die Band und wurde nun durch Oliver Wiebel vollständig ersetzt. Mit ihm ging es ins Studio, um das Album Leviathan’s Desire aufzunehmen. Die Musik war nun mehr als Death Metal zu bezeichnen und wurde von der Presse unterschiedlich aufgenommen. Die Band ging auf große Tour mit Napalm Death und Entombed.
1991 erschien das Album A Shedding of Skin, für das mit Harris Johns einer der bekanntesten Metal-Produzenten gewonnen werden konnte. Eigentlich sollte Mille Petrozza von Kreator ebenfalls das Album produzieren, doch hier kam es zu Terminüberschneidungen. Das Album erhielt 8 von 10 Punkten vom Magazin Rock Hard. Es folgte im Frühjahr 1992 eine Tournee mit D.V.C. und No Return, welche nach nur zwei Gigs aufgrund gesundheitlicher Probleme von Schlagzeuger Hasse abgebrochen wurde. Schlagzeuger Michael Hasse wurde durch Marco Pape ersetzt. Zu dieser Zeit vollzogen sich weitere personelle Veränderungen, Gründer „Hansi“ Müller hatte die Band vor A Shedding of Skin verlassen, Oliver Wiebel übernahm den Gitarrenpart und Eduard Belichmeier (seit 1987 in der Band) wurde von Matthias „Matze“ Grün am Bass ersetzt.
1993 erschien der letzte Longplayer von Protector. The Heritage hatte einen nunmehr ganz anderen und in einer Mischung aus Death Metal und Doom Metal basierten Stil, was so bis dato von Protector nicht zu hören war.
Im Frühjahr 1994 wollte Protector gemeinsam mit den französischen Massacra und Babylon Sad auf Europa-Tournee gehen. Kurz vor dem Tourstart wurde Protector jedoch von den Labelkollegen Accuser ersetzt. Viele Zuschauer wunderten sich erst beim Auftritt, da auch den Veranstaltern teilweise keine Informationen über die gravierende Änderung vorlag. Beim Konzert am 25. April 1994 im Jugendzentrum Andernach kam es deshalb sogar zu Handgreiflichkeiten. Einen Grund für diese Änderung teilten auch die Fachmagazine nach der Tournee nicht mit.
Protector löste sich auf und einzig Marco Pape versuchte, mit diversen Musikern die Band am Leben zu erhalten. 2000 wurde das Demo Ressurrected veröffentlicht.
Seit 2006 war Martin Missy, der mittlerweile in Schweden lebt, mit der Cover-Band Martin Missy and the Protectors mit Auftritten unterwegs. 2011 rief Martin Missy, zusammen mit seinen Bandkollegen von The Protectors, Protector wieder ins Leben zurück. Sie nahmen zusammen ein Demo (The Return of Thrash and Madness) auf, das sie am 8. Oktober 2011 auf dem Way of Darkness Festival in Lichtenfels präsentierten.
Einer der bekanntesten Titel von Protector ist Kain & Abel über die beiden Brüder aus der Bibel. In den meisten Liedern der Band geht es um Politik oder um Handlungen aus der Bibel.
Im September 2013 erschien das erste Album seit 20 Jahren mit dem Titel „Reanimated Homunculus“, welches von Tomas Skogsberg in den Sunlight-Studios in Stockholm produziert wurde. Die hiervon erhältlichen Vinyl-Ausgaben waren vor der Veröffentlichung zum Teil schon ausverkauft.
Protector waren Anfang Mai 2015 erneut in den Sunlight-Studios um den neuen Longplayer, der am 26. Februar 2016 erschien, aufzunehmen. Das Album „Cursed & Coronated“ bekam in sämtlichen Print- und Onlinereviews gute bis sehr gute Kritiken.
Protector haben im Oktober 2018 einen Longplayer im Studio eingespielt. Produzent war der in der Metalszene bekannte Harris Johns.
Das neue Album wurde im April 2019 veröffentlicht und trägt den Namen „Summon the Hordes“. Das Album erhielt von der internationalen Presse durchgängig gute bis sehr gute Bewertungen.
Im Oktober 2020 veröffentlichte Frontmann Martin Missy eine „Chronik“ in gedruckter Form. Diese trug den Namen „Apocalyptic Chronicles“ und erschien in einer Kleinauflage von 100 Stück.
Die Band befand sich im November 2021 in einem Studio in Stockholm um einen weiteren Longplayer einzuspielen. Patrick W. Engel hat die Aufnahmen gemixt und gemastered, Produzent war der Schwede Robert Pehrsson.
Das Album „Excessive Outburst of Depravity“ erschien auf CD am 1. Juli 2022, auf Grund der Überlastung der Vinyl-Presswerke erschien die Langspielplatte später. Die Musikkassette  folgte gemeinsam mit dem Vinyl. Das neue Album erhielt von der internationalen Presse sehr gute Rezensionen und war in einigen Magazinen sogar Album des Jahres 2022.

## Diskografie
- 1986: Protector of Death (Demo)
- 1987: Misanthropy (Atom H)
- 1988: Golem (Atom H)
- 1989: Urm the Mad (Atom H)
- 1990: Leviathan’s Desire (Atom H)
- 1991: A Shedding of Skin (Atom H)
- 1993: The Heritage (Major Records)
- 1995: Lost in Eternity (Best-Of, Major Records)
- 2000: Ressurrected (Demo)
- 2003: Echoes from the Past (Best-of, I Hate Records)
- 2005: Ominous Message of Brutality (I Hate Records)
- 2006: Welcome to Fire (Wroth Emitter Records)
- 2010: Kain and Abel (Area Death Productions)
- 2011: The Return of Thrash and Madness
- 2012: In the Vein of Blackend Steel (Split-LP, Evil Spell Records)
- 2013: Merciless Metal Onslaught (Split-LP, GoatKult Symphonies)
- 2013: Reanimated Homunculus (High Roller Records)
- 2016: Cursed and Coronated (High Roller Records)
- 2019: Summon the Hordes (High Roller Records)
- 2022: Excessive Outburst of Depravity (High Roller Records)